# Cerastium kotschyi
Cerastium kotschyi är en nejlikväxtart som beskrevs av Pierre Edmond Boissier. Cerastium kotschyi ingår i släktet arvar, och familjen nejlikväxter. Inga underarter finns listade i Catalogue of Life.